# Tipula epicaste
Tipula epicaste är en tvåvingeart som beskrevs av Alexander 1952. Tipula epicaste ingår i släktet Tipula och familjen storharkrankar.
Artens utbredningsområde är Myanmar. Inga underarter finns listade i Catalogue of Life.